# Felix Rinker

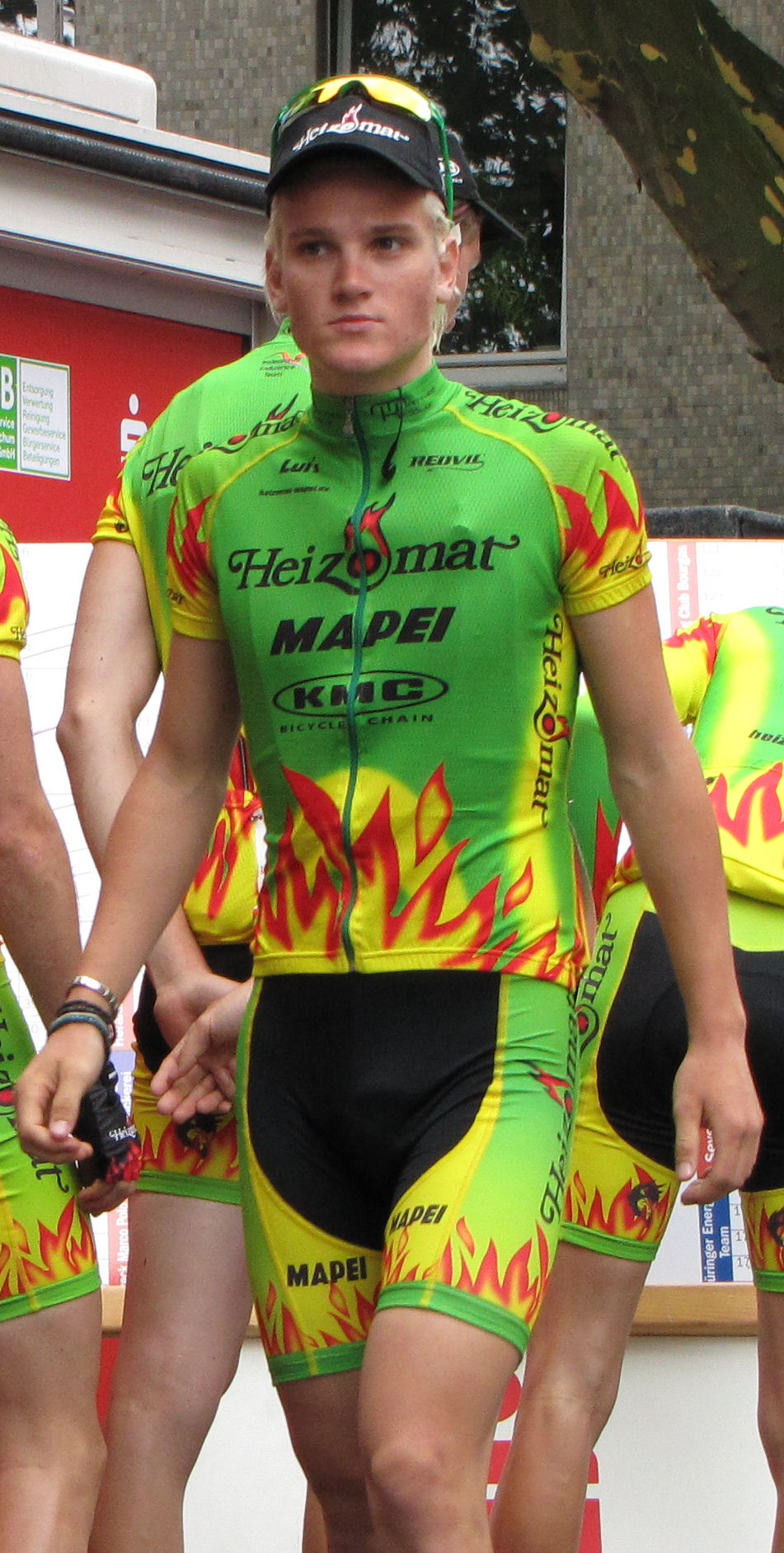
Felix Rinker

Felix Rinker (* 3. Juli 1988 in Ihringen) ist ein deutscher Radrennfahrer.
Als Juniorenfahrer gewann Rinker eine Etappe der Trofeo Karlsberg 2006. Im Erwachsenenbereich fuhr er 2009 und 2010 für das UCI Continental Team Heizomat Mapei. Sein bedeutendstes Ergebnis in dieser Zeit war der zweite Platz bei Rund um die Nürnberger Altstadt. Im Jahr 2011 wechselte er zum Schweizer Team Atlas Personal und wurde Gesamtzehnter der Tour du Loir-et-Cher. Er beendete anschließend seine internationale Radsportkarriere, machte sein Abitur nach und bestritt Radrennen für die Racing Students.

## Erfolge
2006
- eine Etappe Trofeo Karlsberg

## Teams
- 2009 Heizomat Mapei
- 2010 Heizomat
- 2011 Atlas Personal